# L'Été dernier
L'Été dernier is een Franse erotische dramafilm uit 2023, geregisseerd en mede geschreven door Catherine Breillat. De film is een remake van de Deense film Dronningen uit 2019.

## Verhaal
Anne (Léa Drucker) is een gerespecteerde advocate die met haar man Pierre en hun twee jonge dochters in Parijs woont. Pierre's zeventienjarige zoon Théo uit een eerder huwelijk trekt bij hen in. Anne begint een affaire met hem waarbij ze riskeert haar carrière in gevaar te brengen en haar familie te verliezen.

## Rolverdeling
| Acteur            | Personage |
| ----------------- | --------- |
| Léa Drucker       | Anne      |
| Samuel Kircher    | Théo      |
| Olivier Rabourdin | Pierre    |
| Clotilde Courau   | Mina      |
| Serena Hu         | Serena    |
| Angela Chen       | Angela    |

## Productie
Valeria Bruni Tedeschi werd aanvankelijk gecast in de rol van Anne voordat ze werd vervangen door Léa Drucker.
De filmopnames vonden plaats van 7 juni tot 13 juli 2022 met Jeanne Lapoirie als director of photography. De film werd geproduceerd door Saïd Ben Saïd via zijn bedrijf SBS Productions.

## Release
L'Été dernier ging op 25 mei 2023 in première in de officiële competitie van het Filmfestival van Cannes.

## Prijzen en nominaties
De belangrijkste:
| Jaar | Prijs                   | Categorie                   | Genomineerde(n)    | Uitslag     |
| ---- | ----------------------- | --------------------------- | ------------------ | ----------- |
| 2024 | Césars                  | Beste regisseur             | Catherine Breillat | Genomineerd |
| 2024 | Césars                  | Beste actrice               | Léa Drucker        | Genomineerd |
| 2024 | Césars                  | Beste jong mannelijk talent | Samuel Kircher     | Genomineerd |
| 2024 | Césars                  | Beste bewerkt script        | Catherine Breillat | Genomineerd |
| 2023 | Filmfestival van Cannes | Gouden Palm                 | Catherine Breillat | Genomineerd |